# Дипломатичний кур'єр
Дипломатичний кур'єр — спеціальна дипломатична посада.
Згідно з практикою, що склалася, перевезення диппошти за призначенням покладається у більшості випадків на спеціальну службу дипломатичних кур'єрів, яка входить у багатьох країнах у структуру МЗС чи інших відповідних державних органів. У п. 5 ст. 27 Віденської конвенції зазначається, що «дипломатичний кур'єр, який має бути забезпечений офіційним документом із зазначенням його статусу та кількості місць, що складають дипломатичну пошту, користується при виконанні своїх обов'язків захистом держави перебування. Він користується особистою недоторканністю і не підлягає арешту або затриманню в будь-якій формі».

## Кур'єр ad hoc
Порівняно новим засобом доставки диппошти є перевезення останньої не штатними, професійними дипкур'єрами, а особами, що тимчасово виконують цю місію (дипломатичні кур'єри ad hoc). Статус таких кур'єрів регулюється п. 6 ст. 27 Віденської конвенції. Принципово важливим моментом у діяльності таких дипкур'єрів є те, що «…Імунітети (кур'єра ad hoc) припиняються в момент доставки таким кур'єром дорученої йому дипломатичної пошти за призначенням». А в п. 7 ст. 27 зазначеної Конвенції передбачається, що «дипломатична пошта може бути ввірена командирові екіпажу цивільного літака, що направляється в аеропорт, прибуття в який дозволене. Командир має бути забезпечений офіційним документом із зазначенням кількості місць, що складають пошту, проте він не вважається дипломатичним кур'єром. Представництво може направити одного з своїх співробітників прийняти дипломатичну пошту безпосередньо і безперешкодно від командира літака». Така практика перевезення дипломатичної пошти поширюється і на капітанів морських торговельних суден. До того ж, на підставі спеціальних угод між конкретними державами-контрагентами дипломатична пошта може пересилатись і без супроводження її дипкур'єрами (по каналах звичайного поштового зв'язку або авіатранспортом). У таких випадках заздалегідь встановлюється допустима для відправки кількість місць та визначається місячна норма ваги дипломатичної пошти.
Дипломатичний кур'єр - особа, уповноважена на переміщення через митний кордон України дипломатичної пошти.
Державна митна служба України. Наказ Про затвердження Правил митного контролю та митного оформлення предметів дипломатичних представництв, консульських установ, представництв міжнародних організацій, а також їх персоналу та членів сімей персоналу, які користуються на території України митними пільгами (Правила, п.1.8) N 491 (z0723-01) від 19.07.2001 м.Київ
Дипломатичний кур'єр - спеціально вповноважена особа, яка має офіційний документ, що підтверджує її статус, а також право на перевезення дипломатичної пошти.
Державна служба України з нагляду за забезпеченням безпеки авіації. Наказ Про затвердження Інструкції з організації та здійснення контролю на безпеку в аеропортах України (Інструкція, п.1.6) 28.09.2004 N 81 (z1555-04)

## В Україні
В Україні служба дипкур'єрів не підпорядкована безпосередньо МЗС України, а входить до складу Головного управління державної фельд'єгерської служби, яка структурно входить до Міністерства зв'язку України (розпорядження Президента України «Про Порядок доставки дипломатичної пошти України» від 27 липня 1992 р.). Начальник Держфельдслужби призначається та звільнюється з посади наказом Мінзв'язку. Особовий склад служби дотримується Положення про проходження служби рядовим і начальницьким складом органів Міністерства внутрішніх справ України і прирівнюється до оперативного складу органів МВС. Ця служба є урядовим військово-кур 'єрським зв 'язком, що забезпечує доставку службової кореспонденції державних органів, диппошти посольств, консульств і представництв України та інших держав, а також виконання доручень особливого характеру Президента, Голови Верховної Ради та Прем'єр-міністра України. Таким чином, формування, оформлення, доставка дилпошти здійснюється Держфельдслужбою України, яка, за погодженням з МЗС України, призначає дипломатичних кур'єрів, розробляє розклад і маршрути її доставки.